# Bordei Verde
Bordei Verde é uma comuna romena localizada no distrito de Brăila, na região de Muntênia. A comuna possui uma área de 86.52 km² e sua população era de 2828 habitantes segundo o censo de 2007.